# D. and W. Henderson and Company
David and William Henderson and Company était une société écossaise d’ingénierie navale et de construction navale, basée à Clydeside. Elle a été fondée en 1872 et a exercé ses activités jusqu’en 1936. Son chantier naval se trouvait sur la rive nord du fleuve Clyde, à sa confluence avec la rivière Kelvin.
Les immeubles de bureaux ont existé jusqu’en 2017 et ont été utilisés par diverses entreprises de transport : d’abord par Duncan Barbour Ltd, puis par Clyde Port Authority sous le nom de Scotway Ltd..
La société a été fondée en 1835 sous le nom de Tod and Macgregor par David Tod et John Mac Gregor pour effectuer des travaux d’ingénierie maritime. En 1844, un compte rendu est donné (avec des dessins) de la machine à vapeur qu’ils ont construite pour le vapeur fluvial Invincible. Il s’agissait d’un moteur de type « clocher » d’une puissance de 85 ch, avec un diamètre de piston de 49 pouces et une course de 50 pouces. Cela entraînait directement les roues à aubes de 16 pieds de diamètre, qui mesuraient 5 pieds 8 pouces de large. Fonctionnant à 31,5 tours par minute, cela donnait une vitesse de 13,5 miles par heure. Après la mort de David Tod et de John Macgregor, l’entreprise de construction navale fut vendue et rebaptisée D. and W. Henderson and Company. Après la Première Guerre mondiale, elle a été reprise par Harland and Wolff
Le chantier Tod and Macgregor a construit environ 145 navires et D. and W. Henderson a construit environ 377 navires,, dont le Loch Sloy (1877), le PS Terranora (1878), le PS Ivanhoe (1880), le SMS Loreley (1885), l’USS Christabel (1893), le SS Saint Ninian (1894), l’USS Alcedo (1895), le SS Caledonia (1904), le SS Ancona (1907), le SS California (1907), le SS Taormina (1908), le SS Verona (1908), le PS Duchess of Richmond (1910), le SS Cameronia (1911), le HMS Arabis (1915), le HMS Tonbridge (T119) (1924), le Dee Why et le Curl Curl (1928) et le MV Henry Stanley (1929).

## Yachts
Le yacht Thistle a été construit en acier pour un syndicat de challengers écossais en 1887. Il n’a pas réussi à remporter la Coupe et a été vendue à l’empereur allemand Guillaume II.
Le Valkyrie II était un cotre gréé en gaffe. Il a été conçu par George Lennox Watson et construit aux côtés du HMY Britannia au chantier naval D. and W. Henderson, Meadowside, Partick sur la rivière Clyde, en Écosse en 1893 pour le propriétaire Lord Dunraven du Royal Yacht Squadron. Le Valkyrie II avait un cadre en acier, une coque en bois et un pont en pin. Il se lance sans succès dans la Coupe de l'America en 1893.
Le yacht royal HMY Britannia a été commandé en 1892 par Édouard, prince de Galles et conçu par George Lennox Watson. C’était un quasi-sister-ship du Valkyrie II conçu par Watson. Les détails de la commission furent réglés au nom du prince par William Jamieson, qui le représentait et assurait une liaison étroite avec Watson. Le coût de construction était de 8300 £.
Le Valkyrie III a été construit en 1895 pour un syndicat du Royal Yacht Squadron et a défié sans succès cette année-là ses concurrents pour la Coupe de l’America, dans une compétition entourée de controverse.